# Gáborjáni-Szabó Réka
Gáborjáni Réka (teljes nevén Gáborjáni-Szabó Réka) integratív menopauza szakértő, női egészség tanácsadó, szülésfelkészítő és perinatális konzulens, a Szabó Lőrinc Alapítvány elnöke. Eredeti végzettsége szerint angol irodalomtörténész. Több mint húsz éve dolgozik nőkkel: munkáját munkáját a női életciklusok testi, hormonális és érzelmi változásainak integráló támogatása jellemzi. Több ezer várandós nőt kísért végig a saját fejlesztésű, komplex szemléletű szülésfelkészítő programján (JógaSzülés / Somatoszülés).

## Akadémiai pálya és tudományos háttér
Gáborjáni-Szabó Réka az ELTE Bölcsészettudományi Karán szerzett mesterdiplomát angol nyelv és irodalomból (1989–1994). Doktori tanulmányait ugyancsak az ELTE-n folytatta (1994–1997), kutatási témája James Joyce munkássága volt. 1995 és 1996 között az Oxfordi Egyetemen (Brasenose College) vett részt doktori (DPhil) programban. 1997-ben kutatói ösztöndíjjal Zürichben a James Joyce Alapítvány vendégkutatója volt. 1996 és 2000 között előadóként oktatott a Miskolci Egyetem Anglisztika Tanszékén.
James Joyce-ról szóló publikációi jelentek meg magyar és nemzetközi folyóiratokban (The Anachronist, Irodalomtudomány). Tudományos munkái elérhetők az Academia.edu platformon is.

## Szülésfelkészítés és női egészség
Gyermekei születése után (2000-es évek eleje) szakmai figyelme a női egészség, hormonális és életkori átmenetek, valamint a perinatális időszak felé fordult. Magyarországon úttörőként fejlesztette ki testfókuszú, szomatikus szemléletű szülésfelkészítő módszereit, melyekben a modern szülészeti ismereteket és bábai szemléletet ötvözi mély testtudati munkával és pszichológiai háttérrel.

## Táplálkozástudomány, életmód és női egészség
Munkájában központi szerepet kap az anyagcsere, emésztés, idegrendszer és hormonális szabályozás integrált támogatása. Több éves képzés után dolgozik integratív táplálkozási tanácsadóként, különösen 35 év feletti nők életmódbeli, ciklikus és metabolikus kihívásaival. Menopauza szakértő. Szemlélete mélyen ajurvédikus alapú, de nem idegenkedik a modern funkcionális medicina és a női endokrinológia nyelvezetétől sem.

## Szabó Lőrinc-hagyaték és kulturális tevékenység
Nagyapja Szabó Lőrinc, költő és műfordító. Az ő irodalmi hagyatékát először a költő özvegye, Mikes Klára, és lánya, Gáborjáni Klára, majd a költő fia, Réka édesapja, G. Szabó Lőrinc (közismertebb nevén „Lóci”) gondozta egészen az ő 1997-ben bekövetkezett haláláig. Ezt követően a hagyaték gondozását Réka vette át. Azóta vezeti a Szabó Lőrinc Alapítványt is, amely a költő Pasaréten, a Volkmann utcában található Emlékszobájának fenntartásáért is felelős. Az Emlékszobát a költő 1957-es halála óta a leszármazottak, illetve Lóci felesége Blazovits Éva gondozták, önkéntes munkával.
2024-ben az Emlékszoba fennmaradása kérdésessé vált, ezért Gáborjáni-Szabó Réka országos adománygyűjtő kampányt indított. Ennek eredményeként – civil támogatók és a Magyarországi Református Egyház összefogásával – az intézmény működése stabilizálódott. Réka tiszteletbeli elnöke a Pasaréti Szabó Lőrinc Iskola Alapítványnak is.
2025-ben, Szabó Lőrinc születésének 125. évfordulóján, Gáborjáni-Szabó Réka aktív szerepet vállalt a "Szabó Lőrinc 2025 Emlékév" eseményeinek szervezésében és támogatásában. Az év során országos versillusztrációs versenyt, szavalóversenyeket és versmegzenésítési pályázatokat rendeztek. Az emlékév kiemelt eseményeként több mint négyezer diák részvételével Guinness-rekord született a Budai Várban rendezett közös szavaláson, amelynek Gáborjáni-Szabó Réka védnöke és szakmai támogatója volt. 1997 óta kétévente zsűrielnöki szerepet tölt be különböző országos szavalóversenyeken, rendszeresen képviselve a családot és a költő örökségét.

## Családi háttér
Gáborjáni-Szabó Réka családjában számos neves magyar kulturális személyiség található:
- Nagyapja: Szabó Lőrinc Kossuth díjas költő, műfordító.
- Édesapja: G. Szabó Lőrinc, a „Lóci” versek központi alakja.
- Édesanyja: Hranitzky Ágnes, Balázs Béla díjas filmvágó és filmrendező.
- Nevelőapja: Tarr Béla, Balázs Béla és Kossuth díjas filmrendező.
- Nagynénje: Gáborjáni Klára (Gáborjáni-Szabó Klára), színművésznő.
- Nagyapai nagynénje: Mikes Margit, költő
- Nagyapai nagybátyja: Gáborjáni-Szabó Kálmán, festőművész.
- Dédapja: Mikes Lajos, író, szerkesztő, a Nyugat folyóirat egyik alapítója.

### Szabó Lőrinc Emlékszoba körüli események
- Egy urbánus költő, aki rajongott a hegyvidékért
- https://pim.hu/esemenyek/szabo-lorinc-konferencia
- https://pestbuda.hu/cikk/20221009_egy_urbanus_kolto_aki_rajongott_a_hegyvidekert_65_eve_hunyt_el_szabo_lorinc

### Guinness-rekord – Szabó Lőrinc 125. születésnapja kapcsán
- https://eduline.hu/kozoktatas/20250401_Guinnessrekor_dontes_Szabo_Lorinc_125_Pasareti_Szabo_Lorinc_Iskola_szervezese
- https://szfe.hu/hirek/guiness/
- https://kormanyvalto.hu/content/kozos-szavalas-a-budai-varban-guinness-rekordot-dontottek-a-kozep-budai-tankerulet-iskolai/
- https://szli.hu/aktualitasok/szabo-lorinc-125-emlekev/
- https://enbudapestem.hu/2025/04/01/rekordszamu-diak-koszontotte-a-tavaszt-a-halaszbastyanal

### Veszélyben az emlékszoba
- https://kronika.hu/cikk/megmentokre-var-a-szabo-loinc-emlekszoba/
- https://index.hu/kultur/2024/09/16/szabo-lorinc-emlekszoba-alapitvany-tamogatas-segitseg-veszely-muveszet-kolto-kultura/
- https://nepszava.hu/3250366_fizeteskeptelenne-valt-a-szabo-lorinc-alapitvany
- https://eduline.hu/kozoktatas/20240916_Szabo_Lorinc_Alapitvany_es_Emlekszoba_kolto_adomany_segitsegkeres_megszunhet
- https://litera.hu/hirek/veszelyben-a-szabo-lorinc-emlekszoba.html
- https://24.hu/kultura/2024/09/17/szabo-lorinc-alapitvany-hagyatek-emlekszoba/
- https://hirklikk.hu/kozelet/veszelybe-kerult-szabo-lorinc-hagyateka/437355
- https://www.koloknet.hu/oriasi-kolto-volt-megis-mostoha-sorsra-jutott-az-emlekszobaja/

### Alapítványok
- https://szabolorincalapitvany.org/szl-alapitvany/
- https://szli.hu/pasareti-szabo-lorinc-iskola-alapitvany/

### 2015-ös rendkívüli szüléses szakmai szerepvállalás
- https://velvet.hu/elet/2015/09/03/jogaszalonban_szult_egy_no/
- https://hvg.hu/itthon/20150903_Jogazas_kozben_szult_meg_egy_no_Budapeste
- https://index.hu/belfold/2015/09/03/jogazni_akart_szules_lett_a_vege/
- https://www.life.hu/archiv/2015/9/egy-jogaszalonban-szulte-meg-a-gyermeket-egy-no-budapesten

### Tudományos publikációk és kutatói múlt
- Narrational Dialectic in Joyce’s A Portrait of the Artist. The Anachronist, ELTE, 1995.
- A Fresh Look at Ulysses’ Black Panther Vampire. Irodalomtudomány, 1998.

További szakmai és tudományos publikációi megtalálhatók az Academia.edu és ResearchGate oldalakon.